# 1369 w polityce

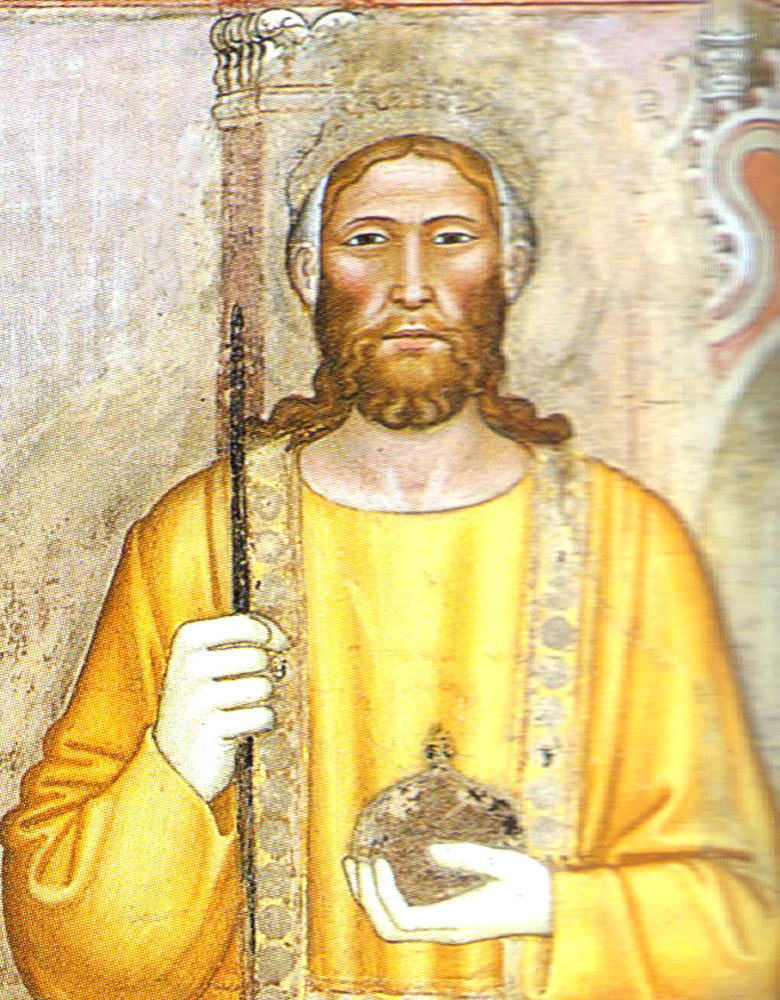
Piotr I Cypryjski

Wydarzenia polityczne w 1369 roku.

## Zmarli
- 17 stycznia Piotr I Cypryjski, król Cypru i tytularny król Jerozolimy.
- 23 marca Piotr I Okrutny, król Kastylii i Leónu.
- 13 kwietnia Henryk V Żelazny, książę żagański.
- Magnus I Pobożny, książę Brunszwiku[1].